# Campylopus filiformis
Campylopus filiformis là một loài rêu trong họ Dicranaceae. Loài này được J.-P. Frahm & C.C. Towns. mô tả khoa học đầu tiên năm 2005.